# Guilherme Samaia
Guilherme de Abreu Sampaio Samaia (São Paulo, 2 de outubro de 1996) é um ex-piloto brasileiro que teve passagens na Fórmula 2 e na Eurofórmula Open. Ele foi campeão da Fórmula 3 Brasil Light na temporada de 2015 e também da Fórmula 3 A Brasil em 2017.

## Carreira

### Cartismo
Aos 12 anos, Guilherme iniciou sua carreira competindo no cartismo. Em 2012, correu no Campeonato de Inverno da Flórida para Juniores, terminando em 47° dentre os 67 competidores.

### Fórmula Júnior Brasil
Em 2013, Samaia competiu em 2 das 16 corridas, pela equipe Satti Racing Team, conquistando 10 pontos e terminando o campeonato em 16° lugar. Foi sua primeira vez num monoposto de corrida.

### Fórmula 3 Brasil Light
Em 2015, o piloto disputou e venceu a Fórmula 3 Brasil Light, categoria de acesso à Fórmula 3 A Brasil. Ele venceu seis provas e teve treze pódios, em dezesseis corridas, terminando 30 pontos à frente do segundo colocado.

### Fórmula 3 Brasil
Em 2016, Samaia subiu para a categoria principal na F3 Brasileira. Correndo pela Cesário, o paulistano teve como principal adversário pelo título o seu colega de equipe Matheus Iorio. Samaia venceu três vezes, fez mais sete pódios e acumulou 140 pontos, mas acabou vendo o título ir para Iorio, que venceu dez vezes e ainda fez mais quatro pódios, fazendo 65 pontos a mais do que Samaia.
Em 2017, Samaia seguiu com a Cesário, e dessa vez, ele foi dominante, pontuando em todas as etapas e vencendo 13 das 16 provas do ano. O paulistano foi campeão com 219 pontos, tendo 87 a mais do que Giuliano Raucci, o vice.

### Eurofórmula Open
Guilherme Samaia esteve na Eurofórmula Open entre 2017 e 2019. No seu ano de estreia, o paulistano correu pela Carlin nas etapas de Silverstone, Monza e Barcelona, abrindo mão de estar em Jerez por conta de seus compromissos na F3 Brasil. Ele teve como companheiros Ameya Vaidayanathan e Devlin DeFrancesco. Samaia conquistou sete pontos e ficou em décimo sétimo no campeonato.
Em 2018, Samaia, disputou a temporada completa da Eurofórmula Open, correndo pela RP Motorsport. Samaia conquistou um pódio e ficou em sexto, somando 94 pontos, enquanto um de seus companheiros de equipe, o também brasileiro Felipe Drugovich, somou 405 pontos e foi campeão de forma dominante.
Em 2019, Samaia fez mais oito corridas na Eurofórmula Open, agora pela Teo Martín Motorsport. Ele conquistou mais um pódio e somou 26 pontos, ficando na 16ª colocação.

### Fórmula 2
Em 17 de fevereiro de 2020, foi anunciado que Samaia havia sido contratado pela equipe Campos Racing para a disputar do Campeonato de Fórmula 2 da FIA de 2020, correndo ao lado do britânico Jack Aitken. Seu melhor resultado foi um 14º lugar na corrida sprint de Monza, e ele terminou o ano sem pontos, em 24º lugar, enquanto Aitken acumulou 48 pontos e ficou em 14º, mesmo sem ter participado de todas as corridas da temporada. Samaia foi o último dentre os que largaram em todas as corridas, ficando à frente apenas de Ralph Boschung, que fez apenas a última rodada na Campos no lugar de Aitken, e de Théo Pourchaire, que fez quatro corridas pela HWA.

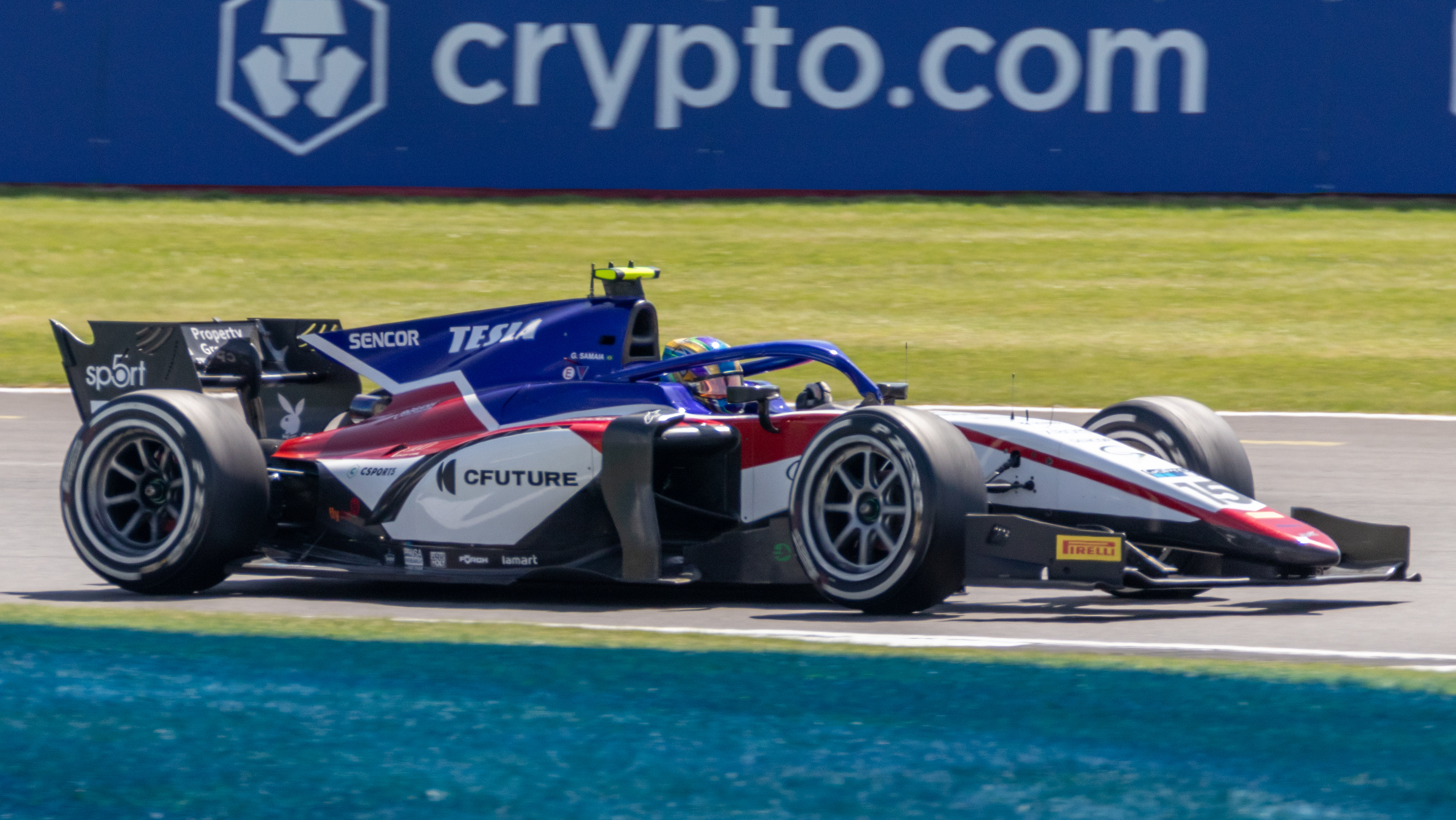
Samaia em Silverstone em 2021

Após uma primeira temporada difícil de adaptação, para a disputa da temporada de 2021, Guilherme se transferiu para a Charouz Racing System, tendo três companheiros ao longo do ano: o alemão David Beckmann nas quatro primeiras rodadas, o compatriota Enzo Fittipaldi em mais três, e o neerlandês Richard Verschoor na última, substituindo Fittipaldi por conta do acidente que ele sofreu na corrida longa em Jedá. No entanto, Samaia sofreu com mais uma temporada difícil, não conseguiu pontuar em nenhuma etapa, ao contrário de seus companheiros: Beckmann conquistou três pódios em sua passagem pela Charouz, Fittipaldi acumulou dois pontos com um sétimo lugar na corrida 2 de Jedá e Verschoor, que já tinha conquistado pontos da sua passagem pela MP Motorsport, também pontuou pela Charouz na última corrida do ano. Enquanto isso, Samaia teve como melhores resultados os décimos primeiros lugares nas duas corridas curtas do Barém, e voltou a terminar o ano em 24º, superando apenas o italiano Alessio Deledda dentre os pilotos que largaram em todas as provas da F2 daquele ano.

### Aposentadoria do automobilismo
Em fevereiro de 2022, Samaia anunciou que se aposentaria do automobilismo, após 14 anos de carreira. Em texto divulgado em suas redes sociais, Samaia relembrou sua jornada e afirmou que poderia retornar às pistas futuramente.

## Vida Pessoal
Guilherme Samaia nasceu e se criou em São Paulo, mas se mudou para a Europa por conta de sua carreira automobilística. Ele morou na Inglaterra e em Milão, na Itália. Em outubro de 2020, Guilherme assumiu relacionamento com a atriz Anajú Dorigon. O casal já não estava mais junto em 2023, quando circularam rumores do affair de Anajú com o lutador Cara de Sapato.
Atualmente, Samaia é empresário e tem parceria com a Jetcross, empresa que fabrica botes aquáticos de alta velocidade.

## Registros na carreira

### Sumário
| Temporada | Categoria                              | Equipe                | Corridas | Vitórias | Poles | V.M.R. | Pódio | Pontos | Classificação |
| --------- | -------------------------------------- | --------------------- | -------- | -------- | ----- | ------ | ----- | ------ | ------------- |
| 2013      | Fórmula Júnior Brasil                  | Satti Racing Team     | 2        | 0        | 0     | 0      | 0     | 10     | 16.º          |
| 2015      | Fórmula 3 Brasil Light                 | Cesário F3            | 16       | 6        | 2     | 7      | 13    | 171    | 1.º           |
| 2016      | Fórmula 3 Brasil                       | Cesário F3            | 16       | 3        | 1     | 9      | 10    | 140    | 2.º           |
| 2017      | Fórmula 3 Brasil                       | Cesário F3            | 16       | 13       | 5     | 12     | 14    | 219    | 1.º           |
| 2017      | Campeonato Britânico de Fórmula 3 BRDC | Double R Racing       | 24       | 0        | 0     | 0      | 2     | 195    | 13.º          |
| 2017      | Eurofórmula Open                       | Carlin                | 8        | 0        | 0     | 0      | 0     | 7      | 17.º          |
| 2017      | Campeonato Espanhol de Fórmula 3       | Carlin                | 4        | 0        | 0     | 0      | 0     | 0      | NC†           |
| 2018      | Eurofórmula Open                       | RP Motorsport         | 16       | 0        | 0     | 0      | 1     | 94     | 6.º           |
| 2018      | Campeonato Espanhol de Fórmula 3       | RP Motorsport         | 6        | 0        | 0     | 0      | 0     | 40     | 5.º           |
| 2019      | Eurofórmula Open                       | Teo Martín Motorsport | 8        | 0        | 0     | 1      | 1     | 26     | 16.º          |
| 2019      | Eurofórmula Open (Série de Inverno)    | Teo Martín Motorsport | 2        | 0        | 1     | 0      | 0     | 17     | 6.º           |
| 2020      | Campeonato de Fórmula 2                | Campos Racing         | 24       | 0        | 0     | 0      | 0     | 0      | 24.º          |
| 2021      | Campeonato de Fórmula 2                | Charouz Racing System | 23       | 0        | 0     | 0      | 0     | 0      | 24.º          |

### Fórmula 3 Brasil
| Temporada | Equipe          | Etapa | Etapa | Etapa | Etapa | Etapa | Etapa | Etapa | Etapa | Etapa | Etapa | Etapa | Etapa | Etapa | Etapa | Etapa | Etapa | Pontos | Classificação |
| --------- | --------------- | ----- | ----- | ----- | ----- | ----- | ----- | ----- | ----- | ----- | ----- | ----- | ----- | ----- | ----- | ----- | ----- | ------ | ------------- |
| 2015      | Cesário Fórmula | CUR1  | CUR1  | VEL   | VEL   | SCS   | SCS   | CUR2  | CUR2  | CAS   | CAS   | CGR   | CGR   | CUR3  | CUR3  | INT   | INT   | 171    | 1.º           |
| 2015      | Cesário Fórmula | 4     | Ret   | 6     | 4     | 8     | 6     | 8     | 6     | Ret   | 6     | 7     | 7     | 12    | 8     | 3     | Ret   | 171    | 1.º           |